# Epactoides pauliani
Epactoides pauliani là một loài bọ cánh cứng trong họ Bọ hung (Scarabaeidae).